# Хранитель (фильм, 2009)
«Храни́тель» (англ. The Keeper) — американский боевик режиссёра Киони Ваксмана. Фильм вышел сразу на видео в США 3 октября 2009 года.

## Сюжет
Ролланд Саллинджер (Стивен Сигал), в прошлом полицейский, был уволен из силовых структур после того, как его подставил собственный напарник. Однажды к нему обращается босс крупной преступной организации и просит его стать телохранителем его дочери.случайно Ролланд услышал разговор парня Никиты(дочери босса ) с какими то другими людьми которые угрозами вынудили парня помочь им выкрасть Никиту. Салинджер начинает следить за ним и в момент когда Никиту хотят похитить вмешивается и вступает в перестрелку.но похитители успевают увезти девушку на мотоцикле а прибывшая полиция арестовывает Ролланда. Отец девушки просит полицию оставить Ролланда в покое и выпустить его и Салинджер начинает поиски девушки.
| Актёр          | Роль               |
| -------------- | ------------------ |
| Стивен Сигал   | Ролланд Саллинджер |
| Лайзл Карстенс | Никита Уэллс       |
| Аррон Шивер    | Мэйсон Сильвер     |
| Люче Рэйнс     | Джейсон Кросс      |
| Киша Сьерра    | Аллегра            |

е оценки кинокритиков.